# Boulogne, Vendée
Boulogne là một xã ở tỉnh Vendée trong vùng Pays de la Loire, Pháp. Xã này có diện tích 12,23 km², dân số năm 2006 là 651 người. Xã này nằm ở khu vực có độ cao trung bình 66 mét trên mực nước biển.

## Biến động dân số
| Năm | 1962 | 1968 | 1975 | 1982 | 1990 | 1999 | 2006 |
| --- | ---- | ---- | ---- | ---- | ---- | ---- | ---- |
| Dân số | 396  | 446  | 424  | 437  | 523  | 547  | 651  |
| From the year 1962 on: No double counting—residents of multiple communes (e.g. students and military personnel) are counted only once. |      |      |      |      |      |      |      |